# 黃麟凱殺人案
黃麟凱殺人案，是臺北時間2013年10月1日16時，位於臺灣新北市三重區，現役軍人黃麟凱殺害前女友及她的母親一起犯下之情殺事件。2024年，憲法法庭受理由黃麟凱等37名死刑犯提出的死刑釋憲案。2025年1月16日22時許，黃麟凱槍決伏法。

## 當事人背景
| 犯案人 | 犯案人   | 犯案人               | 犯案人 |
| 姓名   | 當時年齡 | 生卒                 | 說明 |
| ------ | -------- | -------------------- | --- |
| 黃麟凱 | 20歲     | 1993年—2025年1月16日 | 當時為現役軍人，王品智前男友，自幼喪父，由其母陳金美獨力扶養成人，2009年度起就讀新北市立三重高級商工職業學校附設進修學校，至2012年畢業。於在校期間與被害人王品智認識，並且交往成為班對。 該案件經上訴最高法院判決死刑定讞後，羈押於台北看守所，2025年1月16日22時02分於台北看守所正式槍決，22時23分確認死亡。其後家屬將其送往三峽火化，並埋葬於三芝。 |

| 被害人（死者） | 被害人（死者） | 被害人（死者） |
| 姓名           | 當時年齡       | 說明 |
| -------------- | -------------- | --- |
| 王品智         | 19歲           | 黃麟凱前女友，為周美雀小女兒，家中排行老四，與老三為雙胞胎，與兇嫌同高中，畢業後考入中國文化大學。遇害後與母長眠八里納骨塔。 |
| 周美雀         | 47歲           | 為王品智之母親，同為被害人，育有4女。                                                                                        |

## 犯案

### 犯案前
犯案人黃麟凱（以下簡稱黃男）於2009年至2012年期間，因與女同學王品智（以下簡稱王女）結識進而交往，於2013年7月間協議分手，嗣後雙方仍有往來，黃男經常性接送王女，企圖挽回彼此關係。
然因交往期間黃男盜領王女於華南商業銀行北蘆洲分行之存款新台幣20餘萬元，王女於2013年9月間發覺帳戶內款項遭盜領，引起女方不滿催討，黃男在感情受挫以及遭受催討引起與家人衝突下，產生殺人慾念。

### 犯案過程

#### 購買凶器
黃男於2013年9月29日事先於豐京生活館（小北百貨新北仁愛店）購買日用品時，同時另外購買童軍繩三條，預謀日後殺害王女時使用。

#### 行凶
黃男於2013年10月1日16時，持交往期間取得之王女家中鑰匙潛入，行經走道時遇見休憩中之王母，激起黃男主觀上認為王母瞧不起其為單親家庭背景，及過往冷漠態度之仇恨心理，未放棄原先欲殺害王女之念頭，更萌生殺害王母之犯意，故而以童軍繩將王母勒斃。
殺害王母後未離開王家住宅，而先至浴室拿毛巾擦拭王母指甲縫，欲去除王母生前抓傷其臉頰留下之皮屑，之後潛伏在屋內廚房等待王女返回家中後殺害。
同日17時20分許，黃男見王女返回住處後，即頭戴頭套自後偷襲欲返回房間之王女，並於王女房間內以童軍繩綑綁王女雙手，強制性交得逞。承原先欲殺害王女意圖，黃男以童軍繩從背面纏繞王女脖子一圈用力勒緊，王女無力掙脫倒地鼻孔因之出血，黃男復以房間內紅色無袖上衣加以擦拭血跡，王女隨後因遭黃男勒頸致呼吸性休克窒息死亡。

### 犯案後

#### 逮捕
黃男於行凶後未立即逃離現場，而在王女房間中找尋交往期間所贈送之定情物，王品智之父王振能（以下簡稱王父）在當日下班回家發現門鎖遭從內部反鎖，撥打電話回家也無人接聽，只好找來大女兒男友攀牆至屋內，將家門打開讓王家人進入，而黃男也因王家人返回住所無法下樓逃離公寓，而往案發公寓頂樓躲藏。
王父進入屋內後，發現妻女皆倒臥屋內沒有生命跡象，且母女2人脖子都有勒痕，連忙通知警消但未能救回性命，皆宣告不治。
警方到場了解案情後判斷2人生活圈單純，第一時間判斷案件與黃男有極大關係，立即以電話與黃男聯繫。黃男第一度說詞為正在蘆洲修車、第二度聯繫時又改口正在與朋友吃飯，加重警方疑心。當警方正要循線逮人時，因附近住戶發現公寓頂樓有不明人士出沒報警，引起警方上樓查看，順勢將黃男逮捕。

#### 起訴
黃麟凱殺人案為自洪仲丘事件，立法院於2013年8月13日修正軍事審判法（修正公布第1條、第34條、第237條條文。）後，首件由普通法院審理現役軍人涉及的刑事案件。
臺灣新北地方法院檢察署經偵查終結，以侵入住宅罪、殺人、強制性交殺人罪等罪名起訴。

#### 審判
| 審級   | 承審機關 判決日期             | 承審法官                           | 辯護律師             | 判決結果               | 判決結果               | 判決結果           | 判決結果           | 備註                                                 |
| 審級   | 承審機關 判決日期             | 承審法官                           | 辯護律師             | 起訴罪名               | 起訴罪名               | 起訴罪名           | 合併應執行         | 備註                                                 |
| 審級   | 承審機關 判決日期             | 承審法官                           | 辯護律師             | 殺人罪                 | 強制性交殺人罪         | 侵入住宅罪         | 合併應執行         | 備註                                                 |
| ------ | ----------------------------- | ---------------------------------- | -------------------- | ---------------------- | ---------------------- | ------------------ | ------------------ | ---------------------------------------------------- |
| 一審   | 台灣新北地方法院 2015年3月3日 | 劉景宜 黃志中 方鴻愷               | 郭曉丰 李岳洋        | 無期徒刑，褫奪公權終身 | 死刑，褫奪公權終身     | 有期徒刑10個月     | 死刑，褫奪公權終身 |                                                      |
| 二審   | 台灣高等法院 2015年9月8日     | 葉騰瑞 莊明彰 陳芃宇               | 林彥苹               | 駁回（同一審判決）     | 駁回（同一審判決）     | 駁回（同一審判決） | 死刑，褫奪公權終身 |                                                      |
| 三審   | 最高法院 2016年3月23日        | 邵燕玲 徐昌錦 段景榕 林英志 王復生 | 林彥苹               | 撤銷，發回台灣高等法院 | 撤銷，發回台灣高等法院 | 駁回，確定         |                    | 撤銷判決，理由為應確認是否符合兩公約情節最重大之罪。 |
| 更一審 | 台灣高等法院 2017年1月11日    | 高玉舜 劉方慈 汪怡君               | 林俊宏 黃致豪        | 駁回（同一審判決）     | 駁回（同一審判決）     | N/A                | 死刑，褫奪公權終身 |                                                      |
| 三審   | 最高法院 2017年7月3日         | 邵燕玲 呂丹玉 梁宏哲 王國棟 王復生 | 林俊宏 李念祖 黃致豪 | 駁回（同一審判決）     | 駁回（同一審判決）     | N/A                | 死刑，褫奪公權終身 |                                                      |

#### 聲請釋憲
黃麟凱在死刑定讞後，以最高法院更審後法官邵燕玲、王复生沒有迴避為理由，聲請釋憲。2024年，憲法法庭受理由黃麟凱等37名死刑犯提出的死刑釋憲案。

#### 死刑執行
2025年1月16日，法務部部長鄭銘謙簽署死刑的槍決執行令，黃麟凱在同日晚間10點02分於法務部矯正署臺北看守所遭槍決，10點23分確認死亡，是繼2020年4月1日槍決翁仁賢後近5年中華民國政府再度執行死刑，亦是賴清德政府任內首次執行死刑。

## 各方反應
- 中國國民黨：肯定政府執行死刑，主張政府應正視民意，確認所有死刑犯司法程序完備後應依法執行，以彰顯司法正義，還給被害人家屬公道。立委吳宗憲則希望將來面對其他死刑犯也採取一樣的態度，千萬別拿執行死刑，當挽救民調或者司法信任度，施政上問題，拿人命、死刑交換打誰的臉。[10][11]
- 民主進步黨：支持政府依法行政，認為外界有人質疑時機是否選過的，背後有無政治目的，這都是過多揣測，法務部就是依相關規定辦理，所以沒必要多做文章，都是增加社會紛擾的政治口水，沒有必要。[12]
- 臺灣民眾黨：立委張啟楷質疑綠營是否因政治危機，選擇在敏感時機執行死刑拯救民調。[13]

## 参見
- 五股箱屍案（1976年）
- 杜漢成（1995年）
- 洪曉慧事件（1998年）
- 王鸿伟（2000年）
- 張彥文情殺案（2014年）
- 台大潑酸事件（2017年）
- 潘曉穎命案（2018年）；主犯：陈同佳
- 臺灣戰後時期死刑犯列表

### 註解
1. 1 2  臺灣新北地方法院2015年3月4日就本案件102年度軍重訴字第1號黃麟凱殺人案件新聞稿 （页面存档备份，存于），以黃麟凱殺人案為名稱。
2. 1 2  依據司法院裁判書公開原則之說明 （页面存档备份，存于），性侵害犯罪案件之裁判書當事人身分證字號、年籍及地址等個人資料不得公開，故於相關判決書以A女為代號，但媒体已于新聞稿中揭露被害人姓名；此外，犯案人黃麟凱之姓名在相關裁判書或新聞稿仍為公開資訊。
3. ↑  依據軍事審判法第1條第2項第2款：前款以外陸海空軍刑法或其特別法之罪。
4. ↑  依據軍事審判法第34條：犯罪事實之一部應依刑事訴訟法追訴、審判時，全部依刑事訴訟法追訴、審判之。
5. ↑  依據軍事審判法第237條：本法中華民國一百零二年八月六日修正之條文施行前，已依本法開始偵查、審判或執行之第一條第二項案件，依下列規定處理之：

一、偵查、審判程序尚未終結者，偵查中案件移送該管檢察官偵查，審判中案件移送該管法院審判。但本法修正施行前已依法定程序進行之訴訟程序，其效力不受影響。

二、裁判確定之案件，不得向該管法院上訴或抗告。但有再審或非常上訴之事由者，得依刑事訴訟法聲請再審或非常上訴。

三、刑事裁判尚未執行或在執行中者，移送該管檢察官指揮執行。

本法中華民國一百零二年八月六日修正之條文，除第一條第二項第二款自公布後五個月施行外，自公布日施行。
6. ↑  軍事審判法沿革：中華民國一百零二年八月十三日總統華總一義字第10200156091號令修正公布第1、34、237條條文；除第1條第2項第2款自公布後五個月施行外，自公布日施行。
7. 1 2  军事审判区分为战时与非战时，仅有战时才适用军审法；非战时则回归普通法院依刑事诉讼法审判。外界称此为“洪仲丘条款”，使军事案件得以普通法院审理。
8. ↑  2018年2月8日起，地方法院检察署机关名称正式移除“法院”二字，直接命名地方检察署。
9. ↑  軍事審判法沿革：中華民國一百零二年八月十三日總統華總一義字第10200156091號令修正公布第1、34、237條條文；除第1條第2項第2款自公布後五個月施行外，自公布日施行。
10. ↑  依據刑事訴訟法第31條：有下列情形之一，於審判中未經選任辯護人者，審判長應指定公設辯護人或律師為被告辯護：
一、最輕本刑為三年以上有期徒刑案件。
黃麟凱所犯之殺人罪（中華民國刑法第271條）罪輕為10年有期徒刑，故審判過程強制需選任辯護人。
11. ↑  殺害王母部分。
12. ↑  依據中華民國刑法第271條：殺人者，處死刑、無期徒刑或十年以上有期徒刑。
13. ↑  殺害及強制性交王品智部分。
14. ↑  依據中華民國刑法第226-1條：犯第二百二十一條、第二百二十二條、第二百二十四條、第二百二十四條之一或第二百二十五條之罪，而故意殺害被害人者，處死刑或無期徒刑；使被害人受重傷者，處無期徒刑或十年以上有期徒刑。
15. ↑  依據中華民國刑法第306條：無故侵入他人住宅、建築物或附連圍繞之土地或船艦者，處一年以下有期徒刑、拘役或三百元以下罰金。
16. 1 2  法律扶助律師。
17. ↑  因已於之前之審判定讞，故不在本次審理範圍。

### 來源
1. 1 2 3 4 5  . ETtoday新聞雲. 2013-10-02  [2019-09-15]. （原始内容存档于2013-12-08）.
2. ↑  陳柔瑜. . 鏡週刊 Mirror Media. 2019-04-09  [2019-08-04]. （原始内容存档于2019-08-04）.
3. ↑  . 法眼黑與白 (東森新聞台).   [2019-08-05]. （原始内容存档于2020-03-25）.
4. ↑  . 法眼黑與白 (東森新聞台).   [2019-08-05].
5. ↑  . 法眼黑與白 (東森新聞台).   [2019-08-05].
6. 1 2  林長順. 蕭博文 , 编. . 台北. 中央社 CNA. 2024-04-14  [2024-04-22]. （原始内容存档于2024-04-27） （中文（臺灣））.
7. ↑  林長順. 李淑華 , 编. . 台北: 中央通訊社. 2025-01-16  [2025-01-16] （中文（繁體））.
8. ↑  林曉慧; 沈志明. 楊宜珊 , 编. . 公視新聞網. 2025-01-16  [2025-01-16] （中文（繁體））.
9. ↑  潘千詩; 潘千詩. 張哲輔 , 编. . TVBS新聞網. 2025-01-17  [2025-01-17] （中文（繁體））.
10. ↑  . 聯合新聞網.   [2025-04-05] （中文（臺灣））.
11. ↑  . TVBS.   [2025-04-05] （中文（臺灣））.
12. ↑  . 中央社 CNA. 2025-01-17  [2025-04-05] （中文（臺灣））.
13. ↑  . 公視新聞網 PNN. 2025-01-17  [2025-04-05] （中文（繁體））.

#### 司法案件字號
1. 1 2 3  最高法院106年度台上字第810號刑事判決
2. ↑  臺灣新北地方法院檢察署102年度軍偵字第7號
3. ↑  .   [2019-08-04]. （原始内容存档于2022-04-12）.
4. ↑  .   [2019-08-04]. （原始内容存档于2022-04-12）.
5. ↑  最高法院105年度台上字第682號刑事判決
6. ↑  臺灣高等法院105年軍上重更(一)字第2號刑事判決
7. ↑  .   [2022-01-15]. （原始内容存档于2022-01-15）.